# Phyllachora burgessiae
Phyllachora burgessiae är en svampart som beskrevs av Doidge 1942. Phyllachora burgessiae ingår i släktet Phyllachora och familjen Phyllachoraceae.   Inga underarter finns listade i Catalogue of Life.